# Ruta Provincial E 70 (Córdoba)

## Generalidades
La Ruta Provincial E70 es una breve vía de transporte de poco más de 22 km de extensión aproximadamente. Está ubicada en el sureste de la Provincia de Córdoba, República Argentina, en torno a la ciudad de La Carlota.

Su trazado está completamente asfaltado, aunque posee un importante grado de deterioro.
Esta ruta, es un tramo 'residual' del antiguo trazado de la  RN 8  que quedó fuera de uso cuando se construyó un nuevo puente sobre el Río Chocancharava. En esa oportunidad, la provincia se hizo cargo de este tramo y la denominó Ruta Provincial E70.
Su importancia comercial solo radica en que es utilizada localmente por camiones que transportan cereales y algunos pocos vehículos.

Su trazado la lleva a recorrer poco más de 1 km sobre el límite de los departamentos Juárez Celman y Unión.

## Recorrido
| CONTgq | ABZq+lr | CONTfq |

| CONTgq | KRZ | CONTfq |

|  | STR |

|  | STR+GRZq |

| WASSERq | hKRZWae | WASSERq |

|  | STR |

| CONTgq | KRZ | CONTfq |

| CONTgq | SHI4gl+lq | CONTfq |